# Região Geográfica Imediata de Tutóia-Araioses
A Região Geográfica Imediata de Tutóia-Araioses é uma das 22 regiões imediatas do estado brasileiro do Maranhão, uma das 8 regiões imediatas que compõem a Região Geográfica Intermediária de São Luís e uma das 509 regiões imediatas no Brasil, criadas pelo IBGE em 2017. É composta de 7 municípios, entre os Lençóis Maranhenses e o Delta do Parnaíba.

## Municípios
| Região geográfica imediata | Código | Municípios            |
| -------------------------- | ------ | --------------------- |
| Tutóia-Araioses            | 210007 | Água Doce do Maranhão |
| Tutóia-Araioses            | 210007 | Araioses              |
| Tutóia-Araioses            | 210007 | Magalhães de Almeida  |
| Tutóia-Araioses            | 210007 | Paulino Neves         |
| Tutóia-Araioses            | 210007 | Santana do Maranhão   |
| Tutóia-Araioses            | 210007 | São Bernardo          |
| Tutóia-Araioses            | 210007 | Tutóia                |